# Francina Armengol
Francesca Lluc Armengol Socías (ur. 11 sierpnia 1971 w Ince) – hiszpańska polityk, farmaceutka i samorządowiec, działaczka Hiszpańskiej Socjalistycznej Partii Robotniczej (PSOE), w latach 2015–2023 prezydent Balearów, od 2023 przewodnicząca Kongresu Deputowanych.

## Życiorys
Absolwentka farmacji na Uniwersytecie Barcelońskim (1995), odbyła następnie studia podyplomowe z zakresu prawa na Universidad Abierta de Cataluña. W drugiej połowie lat 90. zajmowała się prowadzeniem apteki. Zaangażowała się w działalność polityczną w ramach PSIB, balearskiego oddziału Hiszpańskiej Socjalistycznej Partii Robotniczej. W latach 1997–2000 kierowała partyjną organizacją kobiecą na Balearach, a także pełniła funkcję zastępczyni sekretarza generalnego struktur PSOE na Majorce. Od 2000 do 2012 przewodniczyła PSIB-PSOE na Majorce, a w 2012 została sekretarzem generalnym partii.
Była radną swojej rodzinnej miejscowości (1998–2000) oraz członkinią rady Majorki, którą kierowała w latach 2007–2011. W 1999 wybrana po raz pierwszy na posłankę do parlamentu Balearów. Reelekcję uzyskiwała w 2003, 2007, 2011, 2015, 2019 i 2023.
W 2015 została powołana na stanowisko prezydenta Balearów. Uzyskała reelekcję również w 2019. Urząd ten sprawowała do 2023, kiedy to socjaliści utracili władzę w regionie. W tym samym roku wybrana na posłankę do Kongresu Deputowanych. W sierpniu 2023 została przewodniczącą tej izby.